# Мамыково (Кошкинский район)
Мамы́ково — село в Кошкинском районе Самарской области России. Входит в состав сельского поселения Русская Васильевка.

## География
Мамыково расположено на берегах реки Кондурча на высоте около 90 м над уровнем моря. Село находится северо-восточнее районного центра — села Кошки. Рядом с селом проходит граница с Нурлатским районом Татарстана.

## Население
Численность населения: 280 жителей (1987), 223 жителя (2008).

## Транспорт
Сообщение с соседними населёнными пунктами осуществляется по автомобильным дорогам. Расстояние до районного центра — около 30 км. Ближайшая железнодорожная станция — Ахметьево.